# Grievantee Productions
Grievantee Productions war ein 2003 von „Shatraug“ (Horna, Sargeist) gegründetes Musiklabel aus dem finnischen Lappeenranta. Es war auf den Black Metal spezialisiert. Am 14. September 2012 wurde das Label geschlossen.

## Bands
- Alttari
- Arkha Sva
- Arvet
- Aura Saturnal
- Aytnachr
- Behexen
- Black Stench
- Blood Red Fog
- Bone Awl
- Cosmic Church
- Ghremdrakk
- Hammer
- Horna
- Kêres
- Korgonthurus
- Kristallnacht
- Mons Veneris
- Musta Surma
- Necroslut
- Noenum
- Rautavaris
- Raven Dark
- Sargeist
- Sühnopfer
- Temple of Baal
- Toil
- Tyhjyys
- Unholy Crucifix
- Velaad
- Verivala
- Volkurah
- Vordr
- Vritra